# Aperileptus lineatocollis
Aperileptus lineatocollis är en stekelart som beskrevs av Hellen 1949. Aperileptus lineatocollis ingår i släktet Aperileptus och familjen brokparasitsteklar. Inga underarter finns listade i Catalogue of Life.